# عوامل خارجی
عوامل خارجی (انگلیسی: Outside agitators) عبارتی است که برای انکار و فروانگاری ناآرامی‌های سیاسی به‌واسطهٔ سلب مسئولیت از نارضایتی‌های داخلی و انتساب جنبش‌ها به بیگانگان استفاده می‌شود. اتهام «عامل خارجی» بودن تاکتیکی قدیمی برای نامشروع جلوه دادن خواسته‌های برحق معترضان است. برای مثال در جنبش حقوق مدنی سیاه‌پوستان آمریکا (۶۸–۱۹۵۵)، مقامات مسئول در ایالت‌های جنوبی آمریکا مدعی بودند که تظاهرات سیاه‌پوستان توطئه‌ای از سوی عوامل خارجی سفیدپوست و تندرو منتسبت به ایالت‌های شمالی است و ربطی به اعتراضات و گلایه‌های سیاهان ندارد.
در جریان ناآرامی‌های فرگوسن در سال ۲۰۱۴ و اعتراض‌ها به قتل جورج فلوید، برخی مقامات محلی مدعی بودند که معترضان عوامل خارجی هستند و در بیرون ایالت‌های تحت کنترل برای ایجاد آشوب آموزش دیده‌اند.
جمهوری اسلامی ایران نیز اعتراض‌های گوناگون را به عوامل خارجی نسبت داده‌است.